# Circunscripción electoral de Barcelona

Circunscripción de Barcelona
Cortes Generales* Congreso: 32 escaños (de 350)
- Senado: 4 senadores (de 266)Parlamento de Cataluña* 85 escaños (de 135)

Barcelona es una de las 52 circunscripciones electorales utilizadas como distritos electorales desde 1977 para la Cámara Baja de las Cortes Generales, el Congreso de los Diputados, y una de las 59 de la Cámara Alta, el Senado. 
Al restaurase la democracia, Barcelona era la circunscripción electoral que elegía más diputados. Sin embargo, desde las elecciones generales de 1989, Madrid la ha superado.
La provincia de Barcelona como circunscripción electoral no dividida en distritos unipersonales se usó por primera vez en 1977. Durante la Segunda República Española, la provincia de Barcelona había estado dividida en dos circunscripciones: Barcelona-capital y resto de la provincia.

## Ámbito de la circunscripción y sistema electoral
En virtud de los artículos 68.2 y 69.2 de la Constitución Española de 1978 la circunscripción electoral para el caso de Barcelona es la provincia. El voto es sobre la base de sufragio universal secreto. En virtud del artículo 12 de la constitución, la edad mínima para votar es de 18 años.
En el caso del Congreso de los Diputados, el sistema electoral utilizado es a través de una lista cerrada con representación proporcional y con escaños asignados usando el método D'Hondt. Solo las listas electorales con el 3 % o más de todos los votos válidos emitidos, incluidos los votos «en blanco», es decir, para «ninguna de las anteriores», se pueden considerar para la asignación de escaños. En el caso del Senado, el sistema electoral sigue el escrutinio mayoritario plurinominal. Se eligen cuatro senadores y los partidos pueden presentar un máximo de tres candidatos. Cada elector puede escoger hasta tres senadores, pertenezcan o no a la misma lista. Los cuatro candidatos más votados son elegidos.

## Elegibilidad
El artículo 67.1 de la Constitución española prohíbe ser simultáneamente miembro del Congreso de los Diputados y de un parlamento autonómico, lo que significa que los candidatos deben renunciar al cargo si son elegidos para un parlamento autonómico. No existe incompatibilidad similar en el caso de los senadores. El artículo 70 aplica también la inelegibilidad a los magistrados, jueces y fiscales en activo, Defensor del Pueblo, militares en servicio, los agentes de policía en activo y los miembros del tribunal constitucional y juntas electorales.

## Número de diputados
En las elecciones generales de 1977, 1979, 1982 y 1986 se eligieron en Barcelona 33 diputados. Esa cifra se redujo a 32 en las elecciones generales de 1989. Perdió un nuevo escaño en 1996, quedando en 31 escaños, y aumentando a 32 escaños en 2019.
En virtud de la ley electoral española, todas las provincias tienen derecho a un mínimo de 2 escaños, con los 248 escaños restantes prorrateados de acuerdo a la población. Esta normativa se explican detalladamente en la ley electoral de 1985 (Ley Orgánica del Régimen Electoral General). El efecto práctico de esta ley ha sido la de las provincias de menos población estén sobrerrepresentadas a expensas de las provincias más pobladas como Barcelona.
En 2008, por ejemplo, en España había 35 073 179 votantes, lo que da un ratio de 100 209 votantes por diputado. Sin embargo en Barcelona el número de votantes por diputado fue de 128 393 (el mayor de España). Los menores ratios se encuentran en las provincias menos pobladas, con 38 071 y 38 685 respectivamente para Teruel y Soria.

## Parlamento de Cataluña

### Diputados obtenidos por partido (1980-2024)
| Candidatura            | Candidatura                                     | 1980 | 1984 | 1988 | 1992 | 1995 | 1999 | 2003 | 2006 | 2010 | 2012 | 2015 | 2017 | 2021 | 2024 |
| ---------------------- | ----------------------------------------------- | ---- | ---- | ---- | ---- | ---- | ---- | ---- | ---- | ---- | ---- | ---- | ---- | ---- | ---- |
|                        | Partit dels Socialistes de Catalunya            | 22   | 29   | 28   | 27   | 22   | 36b  | 29b  | 25b  | 18   | 14   | 12   | 13   | 23   | 28   |
|                        | Esquerra Republicana de Catalunya               | 8    | 3    | 3    | 6    | 7    | 7    | 13   | 11   | 6    | 12   | c    | 18   | 19   | 12   |
|                        | Partido Popular Catalán                         |      | 7.a  | 4    | 5    | 12   | 8    | 11   | 10   | 12   | 12   | 8    | 3    | 3    | 11   |
|                        | Ciudadanos-Partido de la Ciudadanía             |      |      |      |      |      |      |      | 3    | 3    | 8    | 17   | 24   | 6    | 0    |
|                        | Junts+Carles Puigdemont per Catalunya           |      |      |      |      |      |      |      |      |      |      | c    | 17e  | 16f  | 18   |
|                        | Comuns Sumar                                    |      |      |      |      |      |      |      |      |      |      | 9d   | 7h   | 7g   | 6    |
|                        | Candidatura d'Unitat Popular                    |      |      |      |      |      |      |      |      |      | 3    | 7    | 3    | 5    | 3    |
|                        | Vox                                             |      |      |      |      |      |      |      |      |      |      |      |      | 11   | 7    |
| Partidos desaparecidos |                                                 |      |      |      |      |      |      |      |      |      |      |      |      |      |      |
|                        | Convergència i Unió                             | 26   | 41   | 39   | 41   | 34   | 31   | 25   | 27   | 35   | 26   |      |      |      |      |
|                        | Iniciativa per Catalunya Verds                  |      |      | 8    | 6    | 10   | 3    | 7    | 9    | 8    | 10   |      |      |      |      |
|                        | Junts pel Sí                                    |      |      |      |      |      |      |      |      |      |      | 32   |      |      |      |
|                        | Partit Socialista Unificat de Catalunya         | 20   | 5    |      |      |      |      |      |      |      |      |      |      |      |      |
|                        | Centristes de Catalunya-UCD                     | 7    |      |      |      |      |      |      |      |      |      |      |      |      |      |
|                        | Solidaritat Catalana per la Independència       |      |      |      |      |      |      |      |      | 3    | 0    |      |      |      |      |
|                        | Centro Democrático y Social                     |      |      | 3    | 0    |      | 0    | 0    |      |      |      |      |      |      |      |
|                        | Partido Socialista de Andalucía-Partido Andaluz | 2    |      |      |      |      |      |      |      |      |      |      |      |      |      |
| Total                  | Total                                           | 85   | 85   | 85   | 85   | 85   | 85   | 85   | 85   | 85   | 85   | 85   | 85   | 85   | 85   |

a Los resultados corresponden a los de Coalición Popular: Alianza Popular-Partido Demócrata Popular-Unión Liberal (AP-PDP-UL).

b Los resultados corresponden a los de Partit dels Socialistes de Catalunya-Ciutadans pel Canvi (PSC-CPC).

c Incluido dentro de la coalición electoral Junts pel Sí (JxSí).

d Los resultados corresponden a los de Catalunya Sí que es Pot (CSQP).

e Los resultados corresponden a los de la coalición Junts per Catalunya (JxCat), disuelta en 2020.

f Los resultados corresponden a los de la coalición Junts per Catalunya (Junts).
g Los resultados corresponden a los de la coalición En Comú Podem-Podem En Comú (ECP-PEC), disuelta en 2024.

h Los resultados corresponden a los de Catalunya en Comú-Podem (CatComú-Podem).

## Congreso de los Diputados

### Diputados obtenidos por partido (1977-2023)
| Candidatura            | Candidatura                    | 1977    | 1979 | 1982 | 1986 | 1989 | 1993 | 1996 | 2000 | 2004 | 2008 | 2011 | 2015 | 2016 | 2019 (I) | 2019 (II) | 2023 |
| ---------------------- | ------------------------------ | ------- | ---- | ---- | ---- | ---- | ---- | ---- | ---- | ---- | ---- | ---- | ---- | ---- | -------- | --------- | ---- |
|                        | PSC-PSOE                       | 11.a+1b | 12   | 18   | 16   | 14   | 12   | 13   | 12   | 14s  | 16   | 10   | 5    | 5    | 9        | 8         | 13   |
|                        | Partido Popular                | 1.o     | 1p   | 5q   | 4.r  | 3    | 6    | 6    | 8    | 5    | 6    | 7    | 4    | 4    | 1        | 2         | 5    |
|                        | ERC                            | 1n      | 1    | 1    |      |      | 1    | 1    | 1    | 4    | 2    | 2    | 5    | 5    | 8        | 7         | 4    |
|                        | En Comú Podem                  |         |      |      |      |      |      |      |      |      |      |      | 9    | 9    | 6        | 5         | 5    |
|                        | Movimiento Sumar               |         |      |      |      |      |      |      |      |      |      |      |      |      |          |           | 5    |
|                        | Ciudadanos                     |         |      |      |      |      |      |      |      |      |      |      | 4    | 4    | 4        | 2         |      |
|                        | Junts per Catalunya            |         |      |      |      |      |      |      |      |      |      |      |      |      | 3t       | 4t        | 3    |
|                        | Vox                            |         |      |      |      |      |      |      |      |      |      |      |      |      | 1        | 2         | 2    |
|                        | Candidatura d'Unitat Popular   |         |      |      |      |      |      |      |      |      |      |      |      |      |          | 2         | 0    |
| Partidos desaparecidos |                                |         |      |      |      |      |      |      |      |      |      |      |      |      |          |           |      |
|                        | Convergència i Unió            |         | 6    | 8    | 11   | 11   | 10   | 9    | 9    | 6    | 6    | 9    |      |      |          |           |      |
|                        | Iniciativa per Catalunya Verds | 7c      | 7c   | 1c   | 1d   | 3e   | 3e   | 2f   | 1g   | 2h   | 1h   | 3h   |      |      |          |           |      |
|                        | Centristes de Catalunya-UCD    | 5l      | 6m   |      |      |      |      |      |      |      |      |      |      |      |          |           |      |
|                        | CDC                            | 3+2i    |      |      |      |      |      |      |      |      |      |      |      | 4    |          |           |      |
|                        | Democràcia i Llibertat         |         |      |      |      |      |      |      |      |      |      |      | 4    |      |          |           |      |
|                        | Centro Democrático y Social    |         |      |      | 1    | 1    |      |      |      |      |      |      |      |      |          |           |      |
|                        | UDC                            | 1j+1k   |      |      |      |      |      |      |      |      |      |      |      |      |          |           |      |
| Total                  | Total                          | 33      | 33   | 33   | 33   | 32   | 32   | 31   | 31   | 31   | 31   | 31   | 31   | 31   | 32       | 32        | 32   |

a La coalición Socialistes de Catalunya, formada tras el Pacto de Abril, entre la Federación Catalana del PSOE y Partit Socialista de Catalunya-Congrés, obtuvo 11 escaños. Ambos partidos, junto con el Partit Socialista de Catalunya-Reagrupament se fusionaron en 1978, formando el Partido de los Socialistas de Cataluña, federado con el PSOE, del que es referente en Cataluña.

b El Partit Socialista de Catalunya-Reagrupament se presentó dentro de la coalición Pacte Democràtic per Catalunya, junto con Convergència Democràtica de Catalunya y Esquerra Democràtica de Catalunya. En Barcelona, CDC obtuvo 3 diputados, EDC dos y PSC(R) uno.

c Los resultados corresponden a los del Partido Socialista Unificado de Cataluña (PSUC).

d En las elecciones de 1986, el PSUC se presentó en coalición con la Entesa dels Nacionalistes d'Esquerra, con el nombre de Unió de l'Esquerra Catalana.

e Los resultados corresponden a los de Iniciativa per Catalunya, el referente en Cataluña de Izquierda Unida.

f Los resultados corresponden a la coalición Iniciativa per Catalunya-Els Verds, que integraba a Iniciativa per Catalunya, Los Verdes (Confederación Ecologista de Cataluña) y el Partit dels Comunistes de Catalunya (PCC), el cual se había separado de IC en 1989.

g En las elecciones de 2000, se presentaron por separado Iniciativa per Catalunya-Verds (nuevo nombre de la coalición) y Esquerra Unida i Alternativa, creada en 1998 por formaciones escindidas de partidos pertenecientes a IC o por partidos que habían abandonado la coalición. EUiA se constituyó en el referente catalán de Izquierda Unida. Solo IC-V obtuvo representación, que es la que aparece en la tabla.

h Los resultados corresponden a la coalición entre Iniciativa per Catalunya Verds y Esquerra Unida i Alternativa.

i Convergència Democràtica de Catalunya se presentó dentro de la coalición Pacte Democràtic per Catalunya, junto con Esquerra Democràtica de Catalunya (que más tarde se integró en CDC) y el Partit Socialista de Catalunya-Reagrupament, que en 1978 se unió a los otros partidos socialistas catalanes para formar el PSC. En Barcelona, CDC obtuvo 3 diputados, UDC dos y PSC(R) uno. Desde 1978, CDC se ha presentado a las elecciones en coalición con Unió Democràtica de Catalunya, formando Convergència i Unió, transformada en federación de partidos en 2001.

j Unió Democràtica de Catalunya se presentó dentro de la coalición Unió del Centre i la Democràcia Cristiana de Catalunya, referente en Cataluña del Equipo de la Democracia Cristiana, formada también por Centre Català. Cada uno de los partidos obtuvo un escaño. El escaño de UDC lo ocupó Antón Cañellas, que terminó integrado en Centristes de Catalunya-UCD, a través de Unió Democràtica Centre Ampli.

k Centre Català se integró en Unió de Centre de Catalunya, uno de los componentes de Centristes de Catalunya-UCD.

l Los resultados corresponden a la coalición Unión de Centro Democrático.

m Los resultados corresponden a la coalición entre la federación catalana de Unión de Centro Democrático (ya transformada en partido), la Unió Democràtica Centre Ampli de Antón Cañellas y la Unió de Centre de Catalunya, con el nombre Centristes de Catalunya-UCD.

n Esquerra Republicana de Catalunya no pudo presentarse como tal a estas elecciones al no haber sido legalizada. Los resultados corresponden a los de la coalición Esquerra de Catalunya-Front Electoral Democràtic, en la que se integraba ERC de forma no explícita. La integraban también el Partit del Treball de Catalunya y Estat Català (EC).

o Los resultados corresponden a los de Alianza Popular, que concurrió en coalición con Convivencia Catalana.

p Los resultados corresponden a los de Coalición Democrática.

q Los resultados corresponden a los de la coalición entre Alianza Popular y el Partido Demócrata Popular.

r Los resultados corresponden a los de Coalición Popular.

s En las elecciones de 2004, la Confederación de los Verdes alcanzó un acuerdo con el PSOE para concurrir en sus listas. En Barcelona resultó elegido un diputado verde.

t En las elecciones de abril de 2019 y noviembre de 2019, Junts per Catalunya representaba una coalición electoral de diversos partidos llamada de la misma manera.

## Diputados del Congreso de los Diputados

### Legislatura Constituyente (1977-1979)
| Partidos y coaliciones                                 | Votos | % | Escaños | Miembros electos |
| ------------------------------------------------------ | ----- | - | ------- | --- |
| Socialistes de Catalunya                               |       |   | 11      | Joan Reventós (PSC-C), Josep María Triginer (PSOE), Josep Andreu Abelló (PSC-C), Raimon Obiols (PSC-C), Luis Fuertes (PSOE), Eduardo Martín Toval (PSC-C), Julio Busquets (independiente), Francisco Ramos (PSOE), Marta Mata (PSC-C), Rodolfo Guerra (independiente), Carlos Cigarrán (PSOE) |
| Partido Socialista Unificado de Cataluña (PSUC)        |       |   | 7       | Dolors Calvet, Cipriano García Sánchez, Antoni Gutiérrez Díaz (sustituido en octubre de 1977 por Miguel Núñez González), Gregorio López Raimundo, Joan Ramos, Josep Maria Riera, Jordi Solé Tura                                                                                              |
| Pacte Democràtic per Catalunya                         |       |   | 6       | Macià Alavedra (EDC), Ángel Manuel Perera Calle (CDC), Jordi Pujol (CDC), Miquel Roca (CDC), Ramón Trías Fargas (EDC), Josep Verde (PSC-R) |
| Unión de Centro Democrático                            |       |   | 5       | Vicente Capdevila, José Espinet (sustituido en octubre de 1977 por Marcelino Moreta), Manuel Jiménez de Parga, Juan de Dios Ramírez Heredia, Carlos Sentís |
| Unió del Centre i la Democràcia Cristiana de Catalunya |       |   | 2       | Antón Cañellas (UDC), Carles Güell de Sentmenat (Centre Català) |
| Esquerra de Catalunya-Front Electoral Democràtic       |       |   | 1       | Heribert Barrera (ERC) |
| Alianza Popular-Convivencia Catalana                   |       |   | 1       | Laureano López Rodó |

### I Legislatura (1979-1982)
| Partidos y coaliciones                          | Votos | % | Escaños | Miembros electos |
| ----------------------------------------------- | ----- | - | ------- | --- |
| Partido de los Socialistas de Cataluña (PSC)    |       |   | 12      | Joan Reventós (sustituido en marzo de 1980 por Xavier Rocha, el cual fue a su vez sustituido en noviembre del mismo año por Jaume Valls), Josep Maria Triginer, Josep Verde, Luis Fuertes, Eduardo Martín Toval (sustituido en marzo de 1980 por Francisco Parras), Carlos Cigarrán (sustituido en marzo de 1980 por Anna Balletbó), Raimon Obiols (sustituido en diciembre de 1980 por Pere Jover), Julio Busquets, Marta Mata (sustituida en marzo de 1980 por Salvador Clotas), José Valentín Antón, Rodolfo Guerra, Francisco Ramos |
| Partido Socialista Unificado de Cataluña (PSUC) |       |   | 7       | Gregorio López Raimundo, Cipriano García Sánchez, Jordi Solé Tura, Juan Ramos Camarero (sustituido en enero de 1980 por Antoni Montserrat), Josep Maria Riera, Eulalia Vintró, Miguel Núñez González |
| Centristes de Catalunya-UCD                     |       |   | 6       | Carlos Sentís, Antón Cañellas (sustituido en marzo de 1980 por Josep Pujadas), José María Mesa Parra, Joaquim Molins, Marcelino Moreta, Manuel Torres |
| Convergència i Unió (CiU)                       |       |   | 6       | Jordi Pujol (sustituido en marzo de 1980 por Carles Gasòliba), Ramón Trías Fargas, Miquel Roca, Llibert Cuatrecasas, Macià Alavedra (sustituido en marzo de 1980 por Joan Rigol, el cual a su vez es sustituido en septiembre de 1980 por Josep Maria Trias de Bes), Josep Maria Cullell (sustituido en febrero de 1980 por Ángel Perera) |
| Esquerra Republicana de Catalunya (ERC)         |       |   | 1       | Heribert Barrera (sustituido en abril de 1980 por Josep Pi-Suñer) |
| Coalición Democrática (CD)                      |       |   | 1       | Antonio de Senillosa |

### II Legislatura (1982-1986)
| Partidos y coaliciones                             | Votos | % | Escaños | Miembros electos |
| -------------------------------------------------- | ----- | - | ------- | --- |
| Partido de los Socialistas de Cataluña (PSC)       |       |   | 18      | Raimon Obiols (sustituido en mayo de 1984 por Joan Blanch), Ernest Lluch, Josep Verde, Eduardo Martín Toval, Josep Maria Triginer, Salvador Clotas, Xavier Rubert de Ventós, Rodolfo Guerra, Anna Balletbò, Francisco Neira, Julio Busquets, Pere Jover, Francisco Ramos (sustituido en diciembre de 1983 por Xavier Soto, el cual en mayo de 1984 es sustituido por Manuela de Madre), Jordi Marsal, Ramon Vancell, Maria Dolors Renau, Joan Colom, Joan Marcet |
| Convergència i Unió (CiU)                          |       |   | 8       | Miquel Roca, Ramón Trías Fargas, Eduardo Punset (indep.) (sustituido en diciembre de 1983 por Joaquim Ferrer, el cual es sustituido en diciembre de 1985 por Rafael Hinojosa), Joaquim Xicoy, Joaquim Molins, Carles Gasòliba, Josep Maria Trías de Bes, Llibert Cuatrecasas |
| Alianza Popular-Partido Demócrata Popular (AP-PDP) |       |   | 5       | Miguel Ángel Planas (AP), Eduardo Tarragona (AP), José Ramón Lasuén (PDP), José Donadeu (AP), José Segura (AP) |
| Partido Socialista Unificado de Cataluña (PSUC)    |       |   | 1       | Gregorio López Raimundo |
| Esquerra Republicana de Catalunya (ERC)            |       |   | 1       | Francesc Vicens |

### III Legislatura (1986-1989)
| Partidos y coaliciones                       | Votos | % | Escaños | Miembros electos |
| -------------------------------------------- | ----- | - | ------- | --- |
| Partido de los Socialistas de Cataluña (PSC) |       |   | 16      | Narcís Serra, Ernest Lluch (sustituido en enero de 1989 por Josep Corominas), Joan Majó (sustituido en enero de 1988 por Manuela de Madre, la cual es sustituida en junio de ese año por Jordi Pedret), Eduardo Martín Toval, Salvador Clotas, Josep Maria Triginer, Joan Marcet, Josep Borrell, Anna Balletbò, Julio Busquets, Francisco Neira, Carlos Navarro, Pere Jover, Mercedes Aroz, Jordi Marsal, Ramon Vancell |
| Convergència i Unió (CiU)                    |       |   | 11      | Miquel Roca, Macià Alavedra, Francesc Sanuy, Llibert Cuatrecasas, Carles Gasòliba, Josep Maria Trías de Bes, Rafael Hinojosa, Jordi Casas, Maria Eugènia Cuenca, Lluís Miquel Recoder, Antoni Casanovas, Pere Baltà |
| Coalición Popular (CP)                       |       |   | 4       | Miguel Ángel Planas (AP), Pedro Costa (PDP), Magín Pont (AP), José Nicolas de Salas (UL) |
| Centro Democrático y Social (CDS)            |       |   | 1       | Antoni Fernández Teixidó (sustituido en junio de 1988 por Jorge Mataix) |
| Unió de l'Esquerra Catalana                  |       |   | 1       | Ramon Espasa i Oliver (PSUC) |

### IV Legislatura (1989-1993)
| Partidos y coaliciones                       | Votos | % | Escaños | Miembros electos |
| -------------------------------------------- | ----- | - | ------- | --- |
| Partido de los Socialistas de Cataluña (PSC) |       |   | 14      | Narcís Serra, Eduardo Martín Toval, Salvador Clotas, Jordi Solé Tura, Josep Borrell, Dolors Renau, Joan Marcet, Anna Balletbò, Carlos Navarro Gómez, Mercedes Aroz, Francisco Neira, Pere Jover, Julio Busquets, Jordi Marsal                                                                                                |
| Convergència i Unió (CiU)                    |       |   | 11      | Miquel Roca, Josep Maria Cullell, Josep Maria Trias de Bes, Llibert Cuatrecasas (sustituido en marzo de 1992 por Santiago Martínez Saurí), Rafael Hinojosa, Maria Eugènia Cuenca (sustituida en diciembre de 1992 por José Nicolás de Salas), Francesc Homs, Jordi Casas, Lluís Miquel Recoder, Pere Baltà, Antoni Casanovas |
| Iniciativa per Catalunya                     |       |   | 3       | Ramon Espasa, Francesc Baltasar, Joan Josep Armet |
| Partido Popular (PP)                         |       |   | 3       | Jorge Fernández Díaz, Manuel Milián, Enrique Lacalle (sustituido en octubre de 1991 por Santiago Ballesté) |
| Centro Democrático y Social (CDS)            |       |   | 1       | Antoni Fernández Teixidó |

### V Legislatura (1993-1996)
| Partidos y coaliciones                       | Votos | % | Escaños | Miembros electos |
| -------------------------------------------- | ----- | - | ------- | --- |
| Partido de los Socialistas de Cataluña (PSC) |       |   | 12      | Narcís Serra, Josep Borrell, Jordi Solé Tura, Eduardo Martín Toval (sustituido en abril de 1995 por Jordi Pedret), Mercedes Aroz, Salvador Clotas, Joan Marcet, Anna Balletbò, Francisco Neira, Jordi Marsal, Pere Jover, Carme Figueras                                                                                       |
| Convergència i Unió (CiU)                    |       |   | 10      | Miquel Roca (sustituido en enero de 1995 por Xavier Tubert), Joaquim Molins, Francesc Homs, Josep Sánchez Llibre, Rafael Hinojosa (sustituido en diciembre de 1995 por Feliu Guillaumes), Joaquima Alemany, Lluís Miquel Recoder, Jordi Casas, Pere Baltà, Ramon Camp (sustituido en diciembre de 1995 por Joan Antoni Turell) |
| Partido Popular (PP)                         |       |   | 6       | Jorge Fernández Díaz, Manuel Milián, Guillermo Gortázar, Sergio Gómez-Alba, Reyes Montseny, Salvador Sanz Palacio |
| Iniciativa per Catalunya                     |       |   | 3       | Rafael Ribó, Ramon Espasa, Mercè Rivadulla |
| Esquerra Republicana de Catalunya (ERC)      |       |   | 1       | Pilar Rahola |

### VI Legislatura (1996-2000)
| Partidos y coaliciones                       | Votos | % | Escaños | Miembros electos |
| -------------------------------------------- | ----- | - | ------- | --- |
| Partido de los Socialistas de Cataluña (PSC) |       |   | 13      | Narcís Serra, Josep Borrell, Jordi Solé Tura, Mercedes Aroz, Salvador Clotas, Joan Marcet, Miquel Iceta (sustituido en noviembre de 1999 por Lourdes Muñoz), Jordi Marsal, Anna Balletbò, Jordi Pedret, Isabel López, Pere Jover, Josep Corominas                 |
| Convergència i Unió (CiU)                    |       |   | 9       | Joaquim Molins, Francesc Homs (sustituido en enero de 1999 por Jordi Jané), Carme Laura Gil, Josep Sánchez Llibre, Lluís Miquel Recoder (sustituido en noviembre de 1999 por Xavier Tubert), Carles Campuzano, Ignasi Guardans, Manuel Josep Silva, Carme Solsona |
| Partido Popular (PP)                         |       |   | 6       | Josep Maria Trias de Bes (sustituido en julio de 1996 por Salvador Sanz), Jorge Fernández Díaz (sustituido en mayo de 1996 por Sergio Gómez-Alba), Guillermo Gortázar, Jorge Trías Sagnier, Reyes Montseny, Manuel Milián                                         |
| Iniciativa per Catalunya-Els Verds           |       |   | 2       | Rafael Ribó, Mercè Rivadulla |
| Esquerra Republicana de Catalunya (ERC)      |       |   | 1       | Pilar Rahola |

### VII Legislatura[7](2000-2004)
| Partidos y coaliciones                       | Votos   | %       | Escaños | Miembros electos |
| -------------------------------------------- | ------- | ------- | ------- | --- |
| Partido de los Socialistas de Cataluña (PSC) | 909.601 | 35,51 % | 12      | Narcís Serra, Josep Borrell, Teresa Costa, Ramón Martínez Fraile (sustituido en diciembre de 2000 por Jordi Pedret), Joan Marcet, Francesca Martín (sustituida en diciembre de 2002 por Lourdes Muñoz), Salvador Clotas, Isabel López Chamosa, Joan Oliart, Carme Chacón, Germà Bel, Jordi Marsal |
| Convergència i Unió (CiU)                    | 673.558 | 26,30 % | 9       | Xavier Trías, Heribert Padrol (sustituido en marzo de 2002 por Inmaculada Riera), Mercè Pigem, Josep Sánchez Llibre, Jordi Jané, Carles Campuzano, Ignasi Guardans, Manuel Josep Silva, Jordi Martí                                                                                               |
| Partido Popular (PP)                         | 602.777 | 23,53 % | 8       | Josep Piqué (sustituido en diciembre de 2003 por María Rosa Zaragoza Juncá), Jorge Fernández Díaz, Berta Rodríguez Callao, Guillermo Gortázar (sustituido en octubre de 2001 por José Luis Ayllón), Sergio Gómez-Alba, Salvador Sanz, Reyes Montseny, Gloria Martín                               |
| Iniciativa per Catalunya-Verds               | 103.778 | 4,05 %  | 1       | Joan Saura (sustituido en diciembre de 2003 por Mònica Miquel) |
| Esquerra Republicana de Catalunya (ERC)      | 131.114 | 5,12 %  | 1       | Joan Puigcercós |

### VIII Legislatura (2004-2008)
| Partidos y coaliciones                                      | Votos     | %       | Escaños | Miembros electos |
| ----------------------------------------------------------- | --------- | ------- | ------- | --- |
| Partido de los Socialistas de Cataluña (PSC)                | 1 260 637 | 41,68 % | 14      | José Montilla (sustituido en noviembre de 2006 por Joan Oms, de la Confederación de los Verdes), Carme Chacón, Elisenda Malaret, Manuel Mas, Lourdes Muñoz, Montserrat Colldeforns, Isabel López Chamosa, Daniel Fernández González, Meritxell Batet, Jordi Pedret, Jordi Marsal, Esperança Esteve, Juan Carlos Corcuera, Maria Dolores Puig |
| Convergència i Unió (CiU)                                   | 582.054   | 19,25 % | 6       | Josep Antoni Duran i Lleida, Jordi Vilajoana, Mercè Pigem, Carles Campuzano, Josep Sánchez Llibre, Jordi Jané |
| Partido Popular (PP)                                        | 481.026   | 15,90 % | 5       | Dolors Nadal, Jorge Fernández Díaz, Julia García-Valdecasas (sustituida en octubre de 2006 por José Luis Ayllón), Alicia Sánchez-Camacho, Jorge Moragas |
| Esquerra Republicana de Catalunya (ERC)                     | 428.133   | 14,16 % | 4       | Josep Lluís Carod-Rovira (no tomó posesión, sustituido por Agustí Cerdà), Joan Puigcercós (sustituido en octubre de 2006 por Georgina Oliva), Joan Tardà, Rosa María Bonàs |
| Iniciativa per Catalunya Verds-Esquerra Unida i Alternativa | 197.319   | 6,52 %  | 2       | Joan Herrera, Carme García |

### IX Legislatura (2008-2011)
| Partidos y coaliciones                                      | Votos     | %       | Escaños | Miembros electos |
| ----------------------------------------------------------- | --------- | ------- | ------- | --- |
| Partido de los Socialistas de Cataluña (PSC)                | 1 295 940 | 46,72 % | 16      | Carme Chacón, Joan Clos (sustituido en julio de 2008 por Meritxell Cabezón), David Vegara (sustituido en abril de 2008 por Román Ruiz), Elisenda Malaret (sustituida en julio de 2008 por Sixte Moral), Daniel Fernández González, Montserrat Colldeforns, Manuel Mas, Lourdes Muñoz, Maria Isabel López Chamosa, Jordi Pedret, Meritxell Batet, Esperança Esteve, Joan Canongia, Juan Carlos Corcuera, Dolors Puig Gasol, José Vicente Muñoz |
| Convergència i Unió (CiU)                                   | 544.151 7 | 19,62 % | 7       | Josep Antoni Duran i Lleida (UDC), Pere Macias (CDC), Maria Mercè Pigem (CDC), Carles Campuzano (CDC), Inmaculada Riera (CDC), Josep Sánchez Llibre (UDC) |
| Partido Popular (PP)                                        | 466.345   | 16,81 % | 5       | Dolors Nadal, Jorge Fernández Díaz, Jorge Moragas, José Luis Ayllón, Dolors Montserrat, Antonio Gallego Burgos |
| Esquerra Republicana de Catalunya (ERC)                     | 183.538   | 6,62 %  | 2       | Joan Ridao, Joan Tardà |
| Iniciativa per Catalunya Verds-Esquerra Unida i Alternativa | 154.399   | 5,57 %  | 1       | Joan Herrera |

### X Legislatura (2011-2015)
| Partidos y coaliciones                                      | Votos   | %       | Escaños | Miembros electos |
| ----------------------------------------------------------- | ------- | ------- | ------- | --- |
| Partido de los Socialistas de Cataluña (PSC)                | 725.669 | 27,78 % | 10      | Carme Chacón Piqueras, Daniel Fernández González, Joan Rangel Tarrés, Esperança Esteve Ortega, José Zaragoza Alonso, Isabel López Chamosa, Albert Soler Sicilia, Meritxell Batet Lamaña, Román Ruiz Llamas, Juan Carlos Corcuera Plaza |
| Convergència i Unió (CiU)                                   | 709.223 | 27,15 % | 9       | Josep Antoni Duran Lleida, Pere Macias Arau, Mercè Pigem Palmés, Carles Campuzano Canadés, Inmaculada Riera Reñé, Josep Sánchez Llibre, Antoni Picó Azanza, Lourdes Ciuró Buldó, Feliu-Joan Guillaumes Ràfols                          |
| Partido Popular (PP)                                        | 547.166 | 20,95 % | 7       | Jorge Fernández Díaz, Jorge Moragas Sánchez, María Ángeles Esteller Ruedas, José Luis Ayllón Manso, Dolors Montserrat Montserrat, Antonio Gallego Burgos, Daniel Serrano Coronado                                                      |
| Iniciativa per Catalunya Verds-Esquerra Unida i Alternativa | 236.916 | 9,07 %  | 3       | Joan Coscubiela Conesa, Laia Ortiz Castellví, Joan Josep Nuet Pujals |
| Esquerra Republicana de Catalunya (ERC)                     | 169.284 | 6,48 %  | 2       | Alfred Bosch Pascual, Joan Tardà Coma |

## Senado

### Senadores obtenidos por partido (1977-2023)
| Partido Político       | Partido Político               | 1977 | 1979 | 1982 | 1986 | 1989 | 1993 | 1996 | 2000 | 2004 | 2008 | 2011 | 2015 | 2016 | 2019 (I) | 2019 (II) | 2023 |
| ---------------------- | ------------------------------ | ---- | ---- | ---- | ---- | ---- | ---- | ---- | ---- | ---- | ---- | ---- | ---- | ---- | -------- | --------- | ---- |
|                        | PSC-PSOE                       | 0    | 2*   | 3    | 3    | 3    | 3    | 3    | 3    | 2    | 2    | 2    | 0    | 0    | 2        | 1         | 3    |
|                        | ERC                            | 0    | 1*   | 1    | 0    | 0    | 0    | 0    | 0    | 0    | 0    | 0    | 1    | 1    | 2        | 3         | 1    |
|                        | En Comú Podem                  |      |      |      |      |      |      |      |      |      |      |      | 3    | 3    | 0        | 0         | 0    |
| Partidos desaparecidos |                                |      |      |      |      |      |      |      |      |      |      |      |      |      |          |           |      |
|                        | Convergència i Unió            |      | 0    | 0    | 1    | 1    | 1    | 1    | 1    | 1    | 1    | 1    |      |      |          |           |      |
|                        | Entesa dels Catalans           | 3    | 1    |      |      |      |      |      |      |      |      |      |      |      |          |           |      |
|                        | Iniciativa per Catalunya Verds |      |      |      |      | 0    | 0    | 0    | 0    | 1    | 1    | 1    |      |      |          |           |      |
|                        | Independientes                 | 1    |      |      |      |      |      |      |      |      |      |      |      |      |          |           |      |
| Total                  | Total                          | 4    | 4    | 4    | 4    | 4    | 4    | 4    | 4    | 4    | 4    | 4    | 4    | 4    | 4        | 4         | 4    |

- En las Elecciones generales de 1979, el Partit dels Socialistes de Catalunya y Esquerra Republicana de Catalunya se presentaron en coalición como Nova Entesa (NE).
- En las Elecciones generales de 2015, Junts per Catalunya se presentó como Democracia y Libertad (DiL).
- En las Elecciones generales de 2016, Junts per Catalunya se presentó como Partido Demócrata Europeo Catalán (PDeCAT).